# Yuji Senuma
Yuji Senuma (瀬沼 優司 Senuma Yuji?), född 1 september 1990 i Kanagawa prefektur, är en japansk fotbollsspelare.
Senuma började sin karriär 2012 i Shimizu S-Pulse. Efter Shimizu S-Pulse spelade han för Tochigi SC, Ehime FC, Montedio Yamagata och Yokohama FC.